# Alexey Kuleshov (voleibolista de praia)
 Alexey Kuleshov (Aktau, 14 de setembro de 1987) é um voleibolista de praia cazaque medalhista de prata no Campeonato Asiático de Vôlei de Praia de 2015 na China.

## Carreira
A estreia no Circuito Mundial de Vôlei de Praia ocorreu no ano de 2007 quando disputou a etapa Satélite de Vaduz ao lado de Alexandr Babichev e ao lado de deste jogador disputou a edição do Campeonato Mundial de Vôlei de Praia Sub-21 celebrado em Modena.
No período esportivo de 2008 voltou a jogar ao lado de Alexandr Babichev no correspondente Circuito Mundial de Vôlei de Praia terminando na quinquagésima sétima colocação no Aberto de Adelaide, a vigésima quinta posição no Aberto de Dubai, além do décimo sétimo posto na etapa Challenger de Channai e nono posto na etapa Challenger de Vladivostok.
Pelas etapas do Circuito Mundial de Vôlei de Praia de 2009 esteve novamente com Alexandr Babichev quando finalizou na quadragésima primeira posição no Aberto de Xangai e o trig[ésimo terceiro posto no Aberto de Sanya.
Novamente formou dupla com Alexandr Babichev e disputou o Circuito Mundial de 2010, finalizando na quinquagésima sétima posição no Aberto de Xangai e também no Aberto de Praga. Já em 2011 anunciou nova formação de dupla com Dmitriy Yakovlev  e disputaram a edição do Campeonato Asiático de Vôlei de Praia correspondente na cidade de Haikou, finalizando no quinto lugar; e competindo no Circuito Mundial  alcançou o quinquagésimo sétimo posto no Aberto de Xangai, em Praga e também em Haia, ainda terminaram no quadragésimo primeiro posto no Aberto de Aland e também no Aberto de Agadir, e juntos terminaram na nona posição na etapa Satélite de Anapa.
Com a mesma formação de dupla anteriormente citada disputou as competições do ano de 2012, e no correspondente Circuito Mundial, terminaram na quadragésima primeira colocação no Aberto de Mysłowice. o mesmo feito obtido nos Grand Slams de Xangai, de  Pequim e de Stare Jablonki, além das trigésimas terceiras posições no Aberto de Praga, e nos Grand Slams de Gstaad, e Berlin; ainda terminaram na nona posição na edição do Campeonato Asiático de Vôlei de Praia de 2012 em Haikou. Com Dmitriy Yakovlev conquistou a medalha de prata na edição dos Jogos Asiáticos de Praia de 2012 em Haiyang.
Em mais uma temporada com Dmitriy Yakovlev disputou a edição do Campeonato Asiático de Vôlei de Praia de 2013 realizado em Wuhan, finalizaram na quarta colocação; em mais uma edição do Circuito Mundial estiveram juntos  e obtiveram o quadragésimo primeiro posto no Aberto de Fuzhou, nos Grand Slams de Xangai, Haia,Roma, Gstaad, Berlin, Moscou e  São Paulo, ainda pontuaram com o vigésimo quinto lugar no Grand Slam de Corrientes, assim como o trigésimo terceiro lugar no Grand Slam de Xiamen, o trigésimo sétimoposto no Campeonato Mundial de Vôlei de Praia de 2013 sediado em Stare Jablonki, tendo o décimo sétimo posto o Aberto de Anapa como melhor resultado.
E ao lado de Dmitriy Yakovlev conquistou o terceiro lugar no Aberto de Khanom pelo Circuito Asiático de Vôlei de Praia de 2014 e conquistaram a medalha de prata no Campeonato Asiático de Vôlei de Praia de 2014  Jinjiang. Eles terminaram ainda na trigésima terceira colocação no Aberto de Fuzhou, como a vigésima quinta posição no Aberto de Anapa e no Grand Slam de Stare Jablonki, o quadragésimo primeiro lugar no Grand Slam de Klagenfurt, e como melhor desempenho o décimo sétimo lugar no Aberto de Doha, todos eventos pelo Circuito Mundial de 2014.
Disputou em parceria de Dmitriy Yakovlev o Aberto de Nakhon Si Thammarat pelo Circuito Asiático de Vôlei de Praia de 2015, e ao final terminaram na nona posição, ainda  obtiveram a quinta posição no Aberto de Songkha >; nesta temporada jogou ao lado de Alexandr Dyachenko na conquista do título na Continental Cup (Ásia Central) disputada em Calecute. Iniciou o Circuito Mundial de 2015 ao lado de Dmitriy Yakovlevmas só alcançaram a quadragésima primeira posição no Aberto de Lucerna, Grand Slam de Moscou e Major Series de Poreč e o trigésimo sétimo posto no Campeonato Mundial de Vôlei de Praia de 2015 em Haia.
No Circuito Mundial de 2016  voltou atuar com Alexandr Babichev e conquistaram o décimo sétimo lugar no Aberto de Antália, retomando a dupla com Dmitriy Yakovlev alcançando o quadragésimo primeiro posto no Aberto de Maceió, Grand Slam do Rio de Janeiro e no Major Series de Hamburgo; juntos terminaram na décima sexta posição no Torneio Pré-Olímpico de Vôlei de Praia de 2016 realizado em Sochi; disputaram o Campeonato Asiático de Vôlei de Praia de 2016 em Sydney finalizando na nona colocação:a quinta posição no Aberto de Satun e foram vice-campeões no Aberto de Palembang e terminaram com o terceiro lugar na etapa da Continental Cup Finals de 2016 em Cairns.
Na jornada de 2017 competiu a nível continental com Dmitriy Yakovlev quando terminaram na nona no Circuito Asiático de Vôlei de Praia em Satun, mesmo resultado alcançando na edição do Campeonato Asiático de Vôlei de Praia de 2017 em Songkhla. ainda pelo circuito asiático terminaram na quinta posição no Aberto do Catar, mesma colocação que obteve ao lado de Sergey Bogatu no Aberto de Osaka pelo pelo referido circuito e juntos ainda encerraram na nona posição no Aberto de Palembang.
No Circuito Mundial de Vôlei de Praia de 2018 competiu com Nurdos Aldash no torneio uma estrela de Satun ocasião da vigésima primeira posição, e no Aberto de Anapa da categoria uma estrela alcançou a vigésima primeira posição com Alexandr Babichev e terminaram na décima sétima posição no Campeonato Asiático de 2018 em Satun. No início da temporada do Circuito Mundial de 2019, iniciado em 2018, passou a competir ao lado de Artem Petrossyants quando foram semifinalistas no Aberto de Bandar Torkaman, categoria uma estrela, finalizando na quarta posição.

## Títulos e resultados
- Torneio 1* de Bandar Torkaman do Circuito Mundial de Vôlei de Praia:2019[72]
- Continental Cup (Ásia Central}:2015[50]
- Aberto de  Khanom do Circuito Asiático de Vôlei de Praia: 2014[41]
- Aberto de  Wuhan do Circuito Asiático de Vôlei de Praia:2013[28]